# 66934 Kálalová
66934 Kálalová este un asteroid din centura principală, descoperit pe 26 noiembrie 1999, de Jana Tichá și Miloš Tichý.